# ラストクロニクル
ラスト クロニクル (Last Chronicle) は、日本の株式会社ホビージャパン社製のトレーディングカードゲーム。
かつて本製品の発売とほぼ同時にラストクロニクル オンラインを展開していた。

## 概要
2013年9月14日に（株）ホビージャパンが発売を開始したトレーディングカードゲーム（以下、TCG）であり、同社から初の完全オリジナルTCGとして高い注目を受ける。
発売を開始してから約3ヶ月ごとに新しいブースターを発売、現在（2015年4月）までに第7弾までが発表されている。
総合プロデューサー、一戸健史によると、発売に至るまでに2年かかった製品で、開発チームには他社トレーディングカードで有名なプレイヤーが名を連ねている。
ラストクロニクルは、50枚の制限の中で好きなようにカードを組み合わせたデッキ（山札）を互いのプレイヤーが用意し対戦する、2人対戦型のTCG。従来のTCGと比較して、本製品のオリジナル要素に「時代のシステム」を採用しており、それに沿った独特のゲーム展開をすることができる。また、「召喚英雄」のひとつとして、歴史や神話、寓話などから実在した（神話上に、でも）英雄がカードになっていることも特徴として挙げられる。

## 特色
時代という、オリジナルのゲーム内システムを採用、自分の手番(ターン)が訪れるごとに、「クロノチェック」や「時代の発展」と呼ぶ独特の行動を持つ。
クロノチェックにより、プレイヤーは時代を進めていく。ゲーム内では、その時代に沿った指定(レベル)のカードでないと、攻撃や防御を行うことはできず、また時代によって可能な行動や性質が変化するというもの。
このシステムによって、ただ強いカードを確保すれば相手を圧倒して勝利できるといったことが難しくなり、結果、デッキ構築の幅や対戦における白熱した展開を期待できるようになっている。
召喚英雄として実在した英雄がカードとして各ブースターに数種類ごとに収録されている。それぞれの実在した英雄に関係するような効果を持っているため、その英雄の史実を調べてみることで楽しみが広がるかもしれない。
例として、『アーサー王物語』から「アーサー」や「エクスカリバー」、『ギリシャ神話』から「ヘラクレス」や「ブリュンヒルデ」、『実在したとされる武将』として「真田幸村」や「呂布」などの人物、『世界の七不思議』より「ギザのピラミッド」や「バビロンの空中庭園」など。

## 基本ルール
現在の総合ルールでは2人対戦用のルールで定義されているため、それに準じた形の記述とする。
- ゲームの対戦は1対1で行われる。
- プレイヤーは、各々20点のライフと、50枚のカード(同名のカードは3枚まで)によって構成された山札を持つ。
- お互いのプレイヤーが各々のターンを交互に実行することでゲームを進める。
- プレイヤーは、ターンの進行手順に従い自分のカードを使用し、定められた方法とタイミングで相手を攻撃する。
- 攻撃に対して、自分の場のカードで防げなかった（or 防がなかった）攻撃は、そのカードのATKと呼ばれる表記の点数分のダメージをプレイヤーのライフから減らす。
- これを繰り返し、ライフが0以下になるか、山札を引けなくなったプレイヤーが敗北になる。また、カードの効果により敗北する場合もある。それ以外にも、プレイヤーはいつでも投了を宣言することもできる。

### ゲームの開始までの流れ
1. お互いのデッキをランダムになるようにシャッフルする。
2. ランダムな方法でどちらかが先攻、後攻を決定する。
3. どちらのプレイヤーもデッキの上から5枚をひいて手札とする。
4. 先攻プレイヤーから手札を見て、手札を全てデッキの下に置き、手札をひき直してもよい。その後、後攻プレイヤーもこれを行う。この手順は1度だけ行える。
5. デッキの一番上のカードの1枚を時代ヤードに裏向きに置く。これが最初の時代マーカーとなる。
6. ここまでの手順を終えたことを確認したら、先攻プレイヤーのターンからゲームを開始する。

### ゲーム中の流れ
回復フェイズ
ターンプレイヤーのカードをアクティブ状態(縦向きの状態)に回復する。
動力(X)をもったストラクチャがターンプレイヤーの戦場に配置されているならば、動力カウンターをXの値になるまで置く。
ドローフェイズ
ターンプレイヤーはデッキの上からカードを１枚引いて手札に加える。
チェックフェイズ
ターンプレイヤーはクロノチェックを行う。
クロノチェックとは、デッキの上からカードを1枚クロノアーチブメントヤード(CAヤード)に置くことである。
先攻プレイヤーの第1ターン目のみは、ルールによるこのフェイズのクロノチェックは行われない。
メインフェイズ1
メインフェイズではターンプレイヤーの優先権に始まり、さまざまなことを行うことができる。
ソウルヤードにソウルストーンとするカードを配置したり、ソウルコストを支払って各カードを使用したり、条件を満たしている場合は時代の発展を行ったりできる。
戦闘フェイズ
ターンプレイヤーに攻撃できるユニットがいる場合、攻撃を行うことができる。
攻撃の指定は1体、または1体以上(小隊攻撃)によって行うことができ、非ターンプレイヤーはそれに応じて防御を宣言したりする。
これをターンプレイヤーが攻撃できるユニットがいなくなるまで、もしくは戦闘フェイズの継続をしないことを宣言するまで繰り返し行う。
メインフェイズ2
メインフェイズ1と同様。
調整フェイズ
各プレイヤーのユニットに与えられたダメージを取り除く。
ターンプレイヤーの手札が7枚以上の場合、6枚になるように手札を選んで、捨て札置き場に置く。
以上の7つのフェイズを1つのターンとし、ターンを各プレイヤーが交互に行っていくことでゲームを進行していく。

## カードの種類
ラストクロニクルのカードはユニットカードとスペルカード、ヒストリーカード、ストラクチャカードの4種類に分類される。
全てのカードは勢力ごとに色が分けられ、いずれのカードもソウルヤードにソウルストーンとして配置することができる。
ユニットカード
人物やモンスターなどを表したカードのこと。
使用するのに必要なソウルコストを支払うことで、場(戦場)に配置して場札として攻撃や防御、能力の使用ができる。
戦場に配置されたユニットカードはユニットとして扱われる。ソウルコストが支払える限り、自ターンの可能なフェイズ中に何枚でも使用することができる。
※配置した直後のターン中には、そのユニットによる攻撃やワイプ(横向きの状態にする)効果を使用することができない。
スペルカード
呪文を表したカードのこと。
使用するのに必要なソウルコストを支払うことで、直接的に表記された効果を使用することができる。
使用を宣言し、コストの支払われたスペルカードの効果はスペルとして扱われる。
スペルカードの使用は自分のターンだけに制限されず、対戦相手のターン中においても優先権を得た場合に使用することが可能になっている。
スペルカードもソウルコストが支払える限り、何枚でも使用することができる。スペルカードは使用すると解決後にそのまま捨て札置き場に置かれる。
ヒストリーカード
事象や物体を表したカードのこと。
使用するのに必要なソウルコストを支払うことで、戦場に配置して場札として効果を発揮することができる。
戦場に配置されたヒストリーカードはヒストリーとして扱われる。ソウルコストを支払える限り、自ターンの可能なフェイズ中に何枚でも使用することができる。
※ヒストリーは戦場に配置されたそのターンからすでにワイプ効果も使用することができる。
ストラクチャカード
物体や構造物を表したカードのこと。
使用するのに必要なソウルコストを支払うことで、戦場に配置して場札として効果を発揮することができる。
戦場に配置されたストラクチャカードはストラクチャとして扱われる。ソウルコストを支払える限り、自ターンの可能なフェイズ中に何枚でも使用することができる。
『動力(X)』という能力を持っているのが特徴で、それに応じた様々な効果を使用することができる。
ブースター第7弾「天空編Ⅰ」より追加された分類のカード。
ソウルストーン
魂石(ソウルストーン)。ラストクロニクルではソウルヤードにどのカードでも配置することができる。
ソウルストーンになったカードは(基本的に)すべての効果を発揮せず、ワイプする(横向きにする)とそのカードの色のソウルを生み出すだけのカードとして扱われる。
こうして生み出せるソウルによって各カードのソウルコストを支払うことができる。
ソウルストーンになったカードはそれぞれのカードの色と同じソウルを1つ生み出すことができる。
※マジック:ザ・ギャザリングにおける土地カードの役割を、ラストクロニクルではすべてのカードが代用できる、と考えると理解しやすいかもしれない。

### カードの色
全てのカードは5色(勢力)によって分けられ、色ごとの特色を持っている。デッキの特徴としたい特色によって選ぶ色や戦い方が変わっていく。
また、各色には友好色と敵対色(反対色、相反色とも)があり、友好色どうしは相互補完しあったり、敵対色は相反する能力を持っていたりする。
この友好色、敵対色の概念は公式ルールによって定められたものではない(ストーリー上の設定として勢力ごとの友好、敵対の設定は存在する)。
白⇔橙⇔紫⇔黒⇔青(⇔白)の順に友好色となっている。これ以外の2色の組み合わせは敵対色と呼ばれる。
また、マルチソウルと呼ばれる友好色や敵対色の両方の色を持ったカードも存在する。マルチソウルはカードの枠にそれぞれの色が混ざった色によって表されている。
第4弾「救世の交響詩」から友好色のマルチソウルが追加され、第5弾「神理の激突」から敵対色のマルチソウルが追加された。
以下では、ゲーム内容やルールに影響しない範囲で各色の特徴の一部を記載する。
白
白は翼を模したシンボルで表される。
兵士、騎士、天使、エルフなどが属している。国として、アトランティカ編(後述)では「白輝の聖王国グランドール」、天空編では「聖砂の王国ティルダナ」が白を冠している。
秩序、正義、法、集団を重視し、宗教色が強い影響か排他的になりやすい。文化的な側面も持つため、その歴史に敬意を持って接する橙、外交を主とする青と友好的である。
白のカードは、プレイヤーのライフを回復したり、ダメージを軽減したり、と防御面に優れている。また、騎士や兵士のイメージに沿って、自分の戦場にいるユニット全てを補強する効果も多い。
特徴的なキーワード能力(後述)を挙げるならば、『 勇猛 』、「あなたはXライフを得る」。
橙
橙は太陽を模したシンボルで表される。
ノーム、ドワーフ、巨人、武闘家などが所属する。国として、アトランティカ編では「暁の大地ガイラント」、天空編では「緋樹の大高地メギオン」が橙を冠している。
大地、力、野性、歴史を重視し、歴史や部族が強く影響を持っている。伝統を重んじているため、歴史に敬意を持って接する白、尚武の傾向のある紫と友好的である。
橙のカードは、ユニットのパワーを増強したり、ソウルストーンを増やしたり、と攻撃・強化に優れている。また、歴史を改竄して得る能力『 オーラ 』に抗う能力を持っているカードも多い。
特徴的なキーワード能力を挙げるならば、「〜のパワーをプラスXする。」、『 魂石化 』。
紫
紫は龍を模したシンボルで表される。
スワント(翼人族)、飛竜、ドラゴン、竜騎士などが属する。国として、アトランティカ編では「紫雲の天園ゼフィロン」、天空編では「紫炎の皇国アズルファ」が紫を冠している。
雷火、風、武力、軍事を主とし、戦闘や略奪といった攻撃的な傾向がある。尚武の気風があるため、戦闘や力を重視する橙、覇を争う者どうしとして黒と友好的である。
紫のカードは、ユニットに直接ダメージを与えるものや、対戦相手への攻撃力(ATK)を上げる能力など、戦闘面に特化している。また、ドラゴンや飛竜と共存しているためそれを活かした能力も多い。
特徴的な能力を挙げるならば、『 速攻 』、「〜にXダメージを与える」。
黒
黒は髑髏を模したシンボルで表される。
黒魔術師、悪魔、ゾンビ、ダークエルフなどが属する。国として、アトランティカ編では「黒の魔王国バストリア」、天空編では「死と眠りの魔王国レーテ」が黒を冠している。
邪悪、死、戦争、病苦といった印象を持ち、邪悪や破壊的な行動が多い。覇を争う者どうしとして紫、軍備のための交易や過去の出来事によって青と友好的である。
黒のカードは、対戦相手のライフに直接ダメージを与えるもの、捨て札となったカードを活用するものが多い。また、手札を捨てたり、捨てさせたりといったことも特徴として挙げられる。
特徴的な能力を挙げるならば、「〜を破壊する」「対戦相手にXダメージを与える」。
青
青は三又の矛を模したシンボルで表される。
時魔術師、人魚、海賊、ヘルネブ(兎人族)などが属する。国として、アトランティカ編では「水と神秘の皇国イースラ」、天空編では「霧氷の女王国ヘインドラ」が青を冠している。
海洋、氷、時間、文化を大切にし、海洋技術を活かした交易も盛ん。軍備のための交易や過去の出来事によって黒、人的・文化的な交流が深い白と友好的である。
青のカードは、対戦相手のユニットをワイプ状態にするもの、デッキの上からカードを追加でひくことができるものが多く、時を操れることから、ユニットのレベルや時代を増減させる効果を持つことも特徴。
特徴的な能力を挙げるならば、『 オーラ 』、「カードをX枚引く」。
マルチカラー
マルチカラーのみのシンボルは現在は存在していない。
各色の内のいずれかから2つ以上の色を持っているため、分類されるものも多岐に渡る。物語上として、特異的に発生、誕生したものとして扱われている。
マルチカラーのカードは、それの持つ色の特色をそれぞれ有していることが多い。ソウルストーンとして扱う場合は、そのカードの持つ色の内から選択して好きな色を生み出すことができる特徴がある。
また、5色全ての色を持ったカードも存在している。
このように各色はそれぞれ特徴を持っているため、それらを組み合わせ、特色を活かしたデッキを構築することになる。
ラストクロニクルでは、どの分類のカードもソウルストーンとして活用できるため、TCGでよく言われる色事故が起こることは少なめ。
とはいえ、ソウルコストを支払うために必要なソウルストーンを配置することが重要なので、事故が避けられるようにバランスを考慮したデッキ構築が肝要になる。

### 特殊なカード
デッキとして使用するカードとは別に「トークンカード」と呼ばれるルール上の代用カードが存在する。
トークンカードはブースター第7弾“天空編Ⅰ”より総合ルールに追加された。
トークンカード
カードの効果によって「勢力、レベル、パワー、ATK、【カテゴリ】を持ったトークンユニットを配置する」ときにゲーム外からそれに沿ったトークンカードを戦場に配置して使用する。
トークンカード自体は第7弾「天空編Ⅰ」のブースター内に通常のカードとは別としてランダムで封入されている。
トークンユニットは戦場以外の領域に移動する場合に消滅する。

## 用語
ソウル
ソウルストーンから生成される精霊力のエネルギー。これを代価として各カードを使用する。
白、橙、紫、黒、青の5色がある。いずれも色の指定のないフリーコストへの代価としても支払うことができる。
生み出されたソウルは支払いに使用されるまでは、ソウルとして留まる。使用されなかったソウルは生み出されたフェイズが終わると共に消滅する。
デッキ
ゲーム中での残りの山札のことを指す。デッキが残り0枚の時にカードを引かなくてはならないタイミングが来てしまった場合、負けとなる。
但し、デッキが残り0枚のときはクロノチェックは行われない(総合ルール15.1.14.3 参照)。
捨て札置き場
使用、あるいは破壊などによって捨て札になったカードを置く場所。
この領域に置かれたときに誘発する効果を持ったカードは、置かれる前にいた領域の状態を参照する。
クロノチェック
デッキの上からカードを1枚、クロノアチーブメントヤード(CAヤード)に置くルール上の行為。
この行為によって誘発する効果があったり、これを行うとするカードがあったりする。
クロノアチーブメント(CA)
カードの右上に３つ以内の点灯した黄色のランプとして表されている。CAヤードでは、各カードのこの部分が参照される。
自身のCAヤードにあるクロノアチーブメントの合計の数が7つ以上のとき、そのプレイヤーは「時代の発展」を行うことができる。
時代の発展とは、CAヤードにあるカードの内から自由に、1枚を時代ヤードに、1枚を手札に、残りを捨て札に選択して時代を上げる行為を指す。
クロノアチーブメントヤード(CAヤード)
クロノチェックによってめくられたカードが置かれる領域のこと。
Crono Achievementという言葉から、時代の功績、と訳せる。その時代の功績を貯めて、次の時代に発展するための指標の意と考えてよさそうだ。
蛇足になるが、Yardは、囲い、領域、地の意。
クロノバースト(CB)
クロノチェックによってクロノバースト(CB)アイコンを持つカードがCAヤードに置かれた場合に、条件を満たしていれば発動を宣言できる一部のカードの持つ特殊な効果のこと。
時代マーカー
時代ヤードに置かれるカードのことを指す。
ゲームの開始時に1枚、時代の発展ごとに+1枚、と置かれていき、最大で時代Ⅳ、4枚のカードが時代マーカーになる。5枚め以降は置かれずに捨て札になる。
時代ヤード
時代マーカーが置かれる領域のこと。
ルールによって置かれる時代マーカーは基本的に裏向きに置かれる。効果によって表向きの状態になることもある。
対戦相手には非公開領域として扱われる。自分の時代マーカーの順番は自由に入れ替えることができる。
リムーブヤード
捨て札置き場とは別のゲームから除外されたカードが置かれる領域のこと。
除外されたカードは捨て札置き場のように表向きに置かれ、公開領域として扱う。一部、除外領域でのみ発動することのできる効果を持ったカードが存在する。
除外されるカードは能動的に行うことはできない。ルール上の効果によって「除外する」と書かれている場合のみ、カードは除外ヤードに置かれる。
EPICアイコン(エピックアイコン)
カード名の右に王冠のマークを持ったカードがあり、その王冠マークをEPICアイコンと呼ぶ。
EPICアイコンを持つカードが戦場に配置されている場合、同じカード名のEPICアイコンを持つカードは戦場に配置することができない。
LEGACYアイコン(レガシーアイコン)
カード名の右にダイアモンドのマークを持ったカードがあり、そのダイアモンドマークをLEGACYアイコンと呼ぶ。
LEGACYアイコンを持つカードはカード名に関係なく、自分の戦場に1枚までしか配置することができない。
スタック
使用を宣言されたスペルやアビリティ(能力)の効果が解決を待つ公開領域であり、不可視領域。
効果Aが使用され、解決されるまではスタックに待機状態で効果として置かれる。いずれかのプレイヤーが優先権を放棄した場合にスタックに後から置かれた順に解決されていく。
例：あなたが使用を宣言した効果Aが解決される前に、対戦相手に優先権が移り、効果の使用を宣言できる機会が与えられる。そこで対戦相手が効果Bの使用を宣言し、あなたに再度、効果の宣言を行うことのできる優先権が移る。ここであなたが効果の使用を宣言しない(or できない)場合、スタックに置かれた効果が解決されていく。この場合、後から置かれた効果Bがまず解決され、解決に際して、またターンプレイヤーに優先権が与えられ、あなたがそれを放棄すると、非ターンプレイヤーに優先権が移る。非ターンプレイヤーも優先権を放棄したとき、スタックに置かれて未解決になっている効果Aが解決される…と、なる。
以上の例を一連のひとつの流れとして、スタックに置かれている効果が無くなるまで繰り返し行われる。
プレイヤー間で使用される言葉として、スタックに置かれることを「スタックに乗る」、いずれかの効果に対して優先権を得た際に、プレイヤーが効果を使用する宣言を行うことを「(対戦相手の〜の効果に)スタックする」などの言葉がある。
この用語を理解するための一例として、コンピューター用語のスタックの参照も推奨できる。
〇〇カウンター
効果によって、「〜の上に〇〇カウンターをX個置く」という効果を持つカードがあり、その際に使用する目印のこと。
カウンターはゲーム外から、おはじきやダイス、マーカーなどの、お互いのプレイヤーから見てそれが置かれていることが明示できるもので代用され、ゲーム上にカウンターとして表される。
このカウンターに使用する物へのルール上の制限や規定は特に存在していない。

## ストーリー・ライン
全てのカードに、雰囲気付けのための文章(フレイバーテキスト)が存在する。
また、第7弾“天空編Ⅰ”からは一部のカードに、ゲームの進行に影響しないテキストとしてフォント名「FOT-花風マーカー体 Std B」で記載されるようになった。
物語やカードそのものの背景を表した数十文字ほどの短い文になっている。各ブースターの全てのカードのフレイバーテキストは各ブースターごとの公式ハンドブック(発売中)に掲載されている。
フレイバーテキスト以外に、各ブースターごとに物語は展開され、それも公式ハンドブックや公式ホームページなどから窺うことができる。
物語の大筋は、異世界ファンタジーである。
私たちの現実世界とは違う次元にある魂の宇宙「ヴァルハラ」に、万物の始祖、「始まりと終わりのザイン」が創った創世の書「クロノグリフ」が存在した。
「クロノグリフ」には、その世界の過去から未来に至るまでのほぼ全てが記述されていて、それに沿って歴史が創られている。
ただ、クロノグリフには最期のページを含めたいくつかの空白のページが在る。そして、ある日、始まりと終わりのザインがヴァルハラ宇宙を去ったとき、「ザインの使徒」が誕生することになった。
亜神でもあるザインの使徒たちは、そのクロノグリフの空白になったページを書き記し、ザインの後継者となるため、クロノグリフの各章にある世界でその力を巡って争うことになる。
このザインの使徒のひとりこそ、プレイヤー自身であり、デッキはプレイヤー自身が記述しようとするクロノグリフの空白の歴史を表している。
互いのプレイヤーは記述しようとする歴史を持ち寄り、争いに勝ち抜くことで、自身が決めた歴史こそが空白のページにふさわしいと示し、ザインの後継者の座を得ようとしている。
そのため、対戦において歴史のぶつかり合いの中での時代のシステムが存在している。また、一部のカードのフレイバーテキスト(ガイラの末裔など)から想定すると、デッキからカードを引くことは、ページを進める、ページを破ってその手にする、といった行為として解釈することができる。

## 製品

### ブースターパック
第1弾 始まりの刻音 （2013年9月14日発売/カード160種、同プレミアム版160種、クロノレア版5種、計325種類）
ラストクロニクル初のブースターパック。初の収録カードとなるこのブースターには基本的な能力になるカードが多数収録されている。
このブースターパックから物語は始まり、以降、第6弾までをクロノグリフのアトランティカ世界での章として進んでいく。
今弾では能力として『 オーラ 』、『 勇猛 』、『 魂石化 』、『 速攻 』、『 突破X 』のキーワード能力がある。
ブースターパックのピロー(パックの袋)の表面を飾るのは、本製品の発表会で人気のあったことで決定したという《 皇護の刃 イズルハ 》(Illust:清原紘)。
第2弾 英魂の讃歌 （2013年11月27日発売/カード120種、同プレミアム版120種、クロノレア版5種、計245種類）
第1弾の発売から2ヶ月弱という期間で発売されたブースターパック。物語上では進展の無かったアトランティカ世界に、伝説の宝樹が発見されだすところから始まる。
今弾で追加された能力は、『 ハーベスト 』と『 ソウルチェンジ 』になる。
ブースターパックのピローの表面を飾るのは、本ブースターで追加された能力『ソウルチェンジ』を有した《 竜騎士 イェルズ 》(Illust:lack)
第3弾 災禍を討つ者 （2014年3月7日発売/カード120種、同プレミアム版120種、クロノレア版5種、計245種類）
第1回全国大会を前に発売されたブースターパック。物語としては、伝説の宝樹の持つ力を狙って、異なる世界(章)から災害獣の襲撃に合う。
今弾で追加されたのは、『 ソウルバースト 』と「ダブルカテゴリ」。
ブースターパックのピローの表面を飾るのは、災害獣を討つべく戦いを挑む女剣士《 蒼眞の剣華 ミスルギ 》(Illust:mizu)。
第4弾 救世の交響詩 （2014年6月6日発売/カード121種、同プレミアム版121種、クロノレア版5種、計247種類）
ラストクロニクル初のマルチソウルのカードが収録されたブースターパック。物語では、災害獣を送り込んだ厄災の主、ゴズ・オムとの攻防戦を描く。
今弾で追加されたのは、「マルチソウル」になる。
ブースターパックのピローには、マルチソウルのカードから物語上でも重要になった《 予兆の姫巫女 イルミナ 》(Illust:藤ちょこ)。
第5弾 神理の激突 （2014年9月12日発売/カード120種、同プレミアム版120種、クロノレア版5種、計245種類）
敵対色のマルチソウルのカードが収録されたブースターパック。物語は、ゴズ・オムの影響で崩壊した時間の秩序を超えて、未来からロジカと名乗る勢力が侵攻、既存の精霊神と抗争になる。
今弾で追加されたのは、『 準備X 条件(〜) 』と「時代マーカーを表向きにする行動」(理力)になる。
ブースターパックのピローには、ロジカ勢力の崇める機神《 神威の抹消者 ダロス 》(Illust:タカヤマトシアキ)。
第6弾 聖暦の覇者 （2014年12月12日発売/カード120種、同プレミアム版120種、クロノレア版5種、計245種類）
アトランティカの章の最期を飾るブースターパック。物語は、力尽きた精霊神を継ぐ者として各勢力から選ばれた英雄が継承の儀に挑む。
今弾では『 異能(X) 』と「LEGACYアイコン」を持ったカードを収録。
ブースターパックのピローには、継承神の中から《 蒼世の女剣神 イズルハ 》(Illust:清原紘)。
第7弾 天空編I （2015年3月27日発売/カード160種、同プレミアム版160種、クロノレア版8種、計328種類）
新章 第1弾になる天空編の基本セットとも言えるブースターパック。新世界レムリアナで各勢力と世界をめぐる新たな物語が始まる。
今弾では『 覚醒 』、『 追撃 』、『 吸収 』、『 結合 』、『 動力(X) 』、「トークンユニット」、「ストラクチャカード」が追加された。
ブースターパックのピローには、新世界の紫勢力、紫炎の皇国アズルファより《 炎舞の戦巫女 カガリ 》(Illust:染嶋優希)。
第8弾 天空編Ⅱ （2015年6月12日発売/カード120種、同プレミアム版120種、クロノレア版7種、計247種類）
新章 天空編の初の拡張セットになるブースターパック。光碧の力を持つ戦導姫と呼ばれる少女たちが現れた。
新たな試みとしてCAアイコンのランプの色が今までのものと違う「光碧CA」が追加された。
ブースターパックのピローは、橙勢力の緋樹の大高地メギオンに収録された《 天華の武聖 エイジャ 》(Illust:lack)。
第9弾 天空編Ⅲ （2015年9月11日発売/カード122種、同プレミアム版122種、クロノレア版7種、計251種類）
天空編では第3弾にあたる拡張セットのブースターパック。伝説の浮き島に眠る力を求めた物語が展開される。
物語に沿って「進攻値」という新システムから『探索X』『制圧X』の能力、それと「無勢力」のカードが追加された。
ブースターパックのピローは、今弾の物語のメインにあたる《 聖求の勇者 セレネカ 》(Illust:タケシマサトシ)。
第10弾 天空編Ⅳ （2015年12月11日発売/カード120種、同プレミアム版120種、クロノレア版7種、計247種類）
天空編の最後の拡張セットになるブースターパック。突如として現れた新の敵・アルゴーと英雄たちとの世界の命運を懸けた戦いが描かれる。
今弾では、いわゆる「代用コスト」()が追加。正確には「このスペルカードを使用するコストを支払う代わりに自分の手札から特定の勢力のカードをゲームから除外して使用してもよい」。
ブースターパックのピローを飾ったのは、白勢力の聖砂の王国ティルダナに降り立った《 天砂の大翼 ゼルバル 》(Illust:あんべよしろう)。
第11弾 陽光編I （2016年4月15日発売/カード140種、同プレミアム版140種、クロノレア版8種、計288種類）
新たな章の第1弾になる、陽光編の基本セットを収録したブースターパック。新世界 レ・ムゥにて、5つの小太陽とその力を巡る戦いの物語が始まる。
今弾の開発テーマとしてシンプルさの追求があり、新たなキーワード能力の追加は無い。過去の弾から「再録カード」が収録された。
陽光編ではシリーズを通してコラボレーションを行う予定であり、今弾では真・女神転生IV FINALとコラボレーションしている。
ブースターパックのピローイラストは、新たな世界の黒勢力、黒陽の魔帝国メレドゥスから《 夢殺の葬送人 メニズマ 》(Illust:クロサワテツ)。
第12弾 陽光編Ⅱ （2016年7月15日発売/カード100種、同プレミアム版100種、クロノレア版8種、計208種類）
陽光編の初の拡張セットになるブースターパック。新たな召喚術によりアトランティカ世界から英雄を召喚、各勢力間の争いは激化していく。
今弾もキーワード能力の追加は無い。橙勢力に新たに「コストとして支払ったソウルの種類によって効果を発動する能力」が収録された。
陽光編Ⅱではカルドセプト リボルトとコラボレーションし、各勢力に2枚ずつ、計10枚のコラボレーションカードが収録されている。
ブースターパックのピローを、アトランティカ世界から召喚された《 蒼剣白華 イズルハ 》(Illust:清原紘)が飾る。
備考としてオンライン版の終了が発表(2016年6月22日)され、ラストクロニクル オンラインでは今弾が最後の実装ブースターパックとなった。

### 構築済みデッキ
騎士達の咆哮 （2014年10月31日発売/限定カード5種、同プレミアム版5種、クロノレア版1種、デッキカード枚数50枚、デッキ収録内容は固定）
初の販売された構築済みデッキ。同製品、別種「雷鳴轟く」と同時に発売された。構築済みデッキ限定カードの5種類が収録されている。
第1弾より存在していたカテゴリ【 騎士 】を主体に白のカードのみで構築されたデッキ。構築済みデッキの限定カードはナンバリングが[SD-XXX]になっている。
ピロー代わりとなるパッケージとストレージボックスの表面を飾るのは、《 天剣の騎士長 レネット 》(Illust:森山大輔)。
雷鳴轟く （2014年10月31日発売/限定カード5種、同プレミアム版5種、クロノレア版1種、デッキカード枚数50枚、内容は固定）
初の販売された構築済みデッキ。同製品、別種「騎士達の咆哮」と同時に発売された。構築済みデッキ限定カードの5種類が収録されている。
第3弾から存在しているカテゴリ【 雷力師 】と【 ドラゴン 】【 飛竜 】にスポットを当てた紫のカードのみで構築されたデッキ。
ピロー代わりとなるパッケージとストレージボックスの表面には、雷力師から《 雷雨の呼び手 アイスラ 》(Illust:おにねこ)。
猫耳族の饗宴 （2015年3月27日発売/限定カード4種、同プレミアム版4種、クロノレア版1種、デッキカード枚数50枚、内容は固定）
天空編の開始と同時に発売された構築済みデッキ。同製品、別種「氷炎結襲」と同時に発売された。構築済みデッキ限定カードの4種類が収録されている。
橙と黒の勢力に存在するカテゴリ【 オセロテ 】(猫耳族)を中心とした、橙と黒の天空編のカードのみで構成されたデッキ。
ピロー代わりとなるパッケージとストレージボックスの表面には、オセロテから《 千年森の神闘姫 セルティ 》(Illust:安達洋介)。
氷炎結襲 （2015年3月27日発売/限定カード4種、同プレミアム版4種、クロノレア版1種、デッキカード枚数50枚、内容は固定）
天空編の開始と同時に発売された構築済みデッキ。同製品、別種「猫耳族の饗宴」と同時に発売された。構築済みデッキ限定カードの4種類が収録されている。
紫と青の勢力に存在する能力『 結合 』を軸にして、紫と青の天空編のカードのみで構成されたデッキ。
ピロー代わりとなるパッケージとストレージボックスの表面には、《 マスターシノビ ヒバナ 》(Illust:瀬菜モナコ)。
聖空の探索者 （2015年9月11日発売/限定カード4種、同プレミアム版4種、クロノレア版1種、デッキカード枚数50枚、内容は固定）
天空編Ⅲと同時に発売された構築済みデッキ。同製品、別種「漆黒の征服者」と同時に発売された。構築済みデッキ限定カードの4種類が収録されている。
白と青の勢力に収録された新しい能力『探索X』を軸にして天空編のカードのみで構成されたデッキ。
ピロー代わりとなるパッケージとストレージボックスは、《 聖祭の舞踏官 シェスナ 》(Illust:小森ニコ)のイラストが飾っている。
漆黒の征服者 （2015年9月11日発売/限定カード4種、同プレミアム版4種、クロノレア版1種、デッキカード枚数50枚、内容は固定）
天空編Ⅲと同時に発売された構築済みデッキ。同製品、別種「聖空の探索者」と同時に発売された。構築済みデッキ限定カードの4種類が収録されている。
黒と紫の勢力に収録された新しい能力『制圧X』を軸にして天空編のカードのみで構成されたデッキ。
ピロー代わりとなるパッケージとストレージボックスは、《 死哭の戦乙女 クロエ 》(Illust:TANA)のイラストが飾っている。
神越の反抗者 （2016年4月8日発売/限定カード4種、同プレミアム版4種、クロノレア版1種、デッキカード枚数50枚、内容は固定）
陽光編Ⅰに先行して発売された構築済みデッキ。同製品、別種「神滅の契約者」と同時に発売。構築済みデッキ限定カードの4種類が収録されている。
真・女神転生IV FINALとのコラボレーション限定カードを軸に、白勢力の陽光編のカードのみで構成されたデッキ。
ピロー代わりとなるパッケージとストレージボックスの表面を、《 フリン 》(Illust:フクダイクミ)のイラストが飾る。
今回の構築済みデッキでは、クロノレア版のイラストがノーマル版と同じになっている(クロノレア版は枠の仕様のみ)。
神滅の契約者 （2016年4月8日発売/限定カード4種、同プレミアム版4種、クロノレア版1種、デッキカード枚数50枚、内容は固定）
陽光編Ⅰに先行して発売された構築済みデッキ。同製品、別種「神越の反抗者」と同時に発売。構築済みデッキ限定カードの4種類が収録されている。
真・女神転生IV FINALとのコラボレーション限定カードを軸に、黒勢力の陽光編のカードのみで構成されたデッキ。
ピロー代わりとなるパッケージとストレージボックスの表面を、《 ヒーロー 》(Illust:フクダイクミ)のイラストが飾る。
今回の構築済みデッキでは、クロノレア版のイラストがノーマル版と同じになっている(クロノレア版は枠の仕様のみ)。

### スターターデッキ
公認店の店頭などで無料配布された(されている)スターターデッキ。
- ORANGE＆BLACK
- WHITE＆PURPLE
- PURPLE＆BLUE
- BLACK＆BLUE
- ORANGE＆BLACK(NEW)
- WHITE＆PURPLE(NEW)

### その他
- PRカード

### 中文版
- 最終編年史(アトランティカ編、天空編Ⅰ～Ⅳ、陽光編Ⅰ、構築済みデッキ各種)

## オンライン版
ドワンゴが提供する動画共有サービス、ニコニコ動画内のニコニコアプリにて2013年9月18日よりサービス開始。
2016年9月28日をもってサービス終了。

## 大会・イベント

### 大会・TOUR
LastChronicle TOUR
2016 TOUR season1(2016年4月23日〜2016年9月18日 開催)/Final(2016年9月25日 開催)、Final予選(2016年9月24日 開催)

### 陽光祭
第1回 陽光祭in名古屋(2016年4月24日 開催)

### 月例大会
店頭公認大会(2013年〜開催中)

### プレリリースパーティ
プレリリースパーティ(ブースターパック最新弾発売日の前週土曜日〜水曜日に開催)

### ショップチャレンジ
ショップチャレンジ
初心者講習、スタッフガンスリンガーバトル(2013年より日本各地の店頭で指定日開催)

### 終了した大会・イベント
全国大会
第1回全国大会(2014年3月29日開催)/エリアトライアル(2013年1月19日〜2014年2月25日 日本各地で開催)
第2回全国大会(2015年3月7日開催)/エリアトライアル(2015年1月11日〜2015年3月1日 日本各地で開催)
LastChronicle TOUR
2014 TOUR(2014年4月29日〜2014年12月 開催)/Final(2014年11月30日 開催)、Eve(2014年11月29日 開催)
2015 TOUR season1(2015年4月29日〜2015年8月9日 開催)/Final(2015年8月23日 開催)、Eve(2015年8月22日 開催)
2015 TOUR season2
2015 TOUR season3
収穫祭
2013年〜2015年 全7回開催。天空祭へ名称、内容変更。
天空祭
2015年～2016年 開催。陽光祭へ名称、内容変更。
前哨戦
2013年8月〜2013年9月 開催。

### 大会ルール
フォーマットと呼ばれる幾つかの方式があり、使えるカードや対戦方式などが異なる。
「構築戦」は決められたカードセットを使い、事前にデッキを構築して参加するスイスドロー方式の大会。
「リミテッド戦」はブースターパックをあけてその場でデッキを組む方式である。
- 構築戦（デッキ枚数 50枚）
  - クラシック構築 - 全てのカードを使用できるフォーマット。制限カード：《霊界つなぎの巫女 シャクト》、《宝剣の守護精霊》はデッキ内に1枚までの制限とする。
  - 天空構築 - 第7弾 天空編Ⅰ(執筆現在まで)のカードと[PR-057]以降のPRカードのみを使用できるフォーマット。執筆現在までにおける制限カードは無し。
- リミテッド戦（デッキ枚数 40枚以上〜50枚以下）
  - シールド戦 - 指定のブースターパックを10パック開封し、90枚の内からデッキを構築して対戦する方式。
  - ドラフト戦 - 指定のブースターパック6パックを1パックずつ開封し、1枚をピックしたら次のプレイヤーへ渡すことを繰り返し、そのカードからデッキを構築して対戦する方式。
- チーム戦
  - 3人チーム戦 - 3人1組を1チームとしてチームごとに対戦する方式。

これ以外にも公式では無いが一定のルールで、親しまれているフォーマットも存在する。

## コラボレーション
- コラボレーションしたコンテンツ
  - 七つの大罪～THE SEVEN DEADRY SINS～(同社コンテンツ)
  - クイーンズブレイド(同社コンテンツ)
  - 萌える！事典シリーズ(同社コンテンツ「萌える！淫魔事典」より)
  - ニコニコゲーム実況チャンネル(スタジオえどふみ)
  - 剣の街の異邦人(エクスペリエンス)
  - WIXOSS(タカラトミー、ホビージャパン共同開発)
  - アマデウス (TRPG)(KADOKAWA、富士見書房)
  - 真・女神転生IV FINAL(アトラス)
  - カルドセプト リボルト(大宮ソフト)